# Festen
Festen er en dansk film fra 1998, instrueret af Thomas Vinterberg og produceret af Nimbus Film. Det er den første dogmefilm og fortæller om en familiefest, hvor der kommer meget fortrængt op til overfladen efterhånden som festens deltagere føler trang til at få det ud.
Den blev i 2006 udvalgt som en af tolv film i den danske kulturkanon som af kanonudvalget blev anset som essentiel for den danske kulturarv.

## Handling
Folk er kommet fra nær og fjern for at fejre Helges (Henning Moritzen) 60-årsfødselsdag. Salen er fyldt op, og stemningen er god. Lige indtil Christian (Ulrich Thomsen), Helges ældste søn, holder tale. Stemningen i lokalet vender og gæsterne bliver mundlamme, men kun de færreste kender til sandheden.
Helges datter, Linda (Lene Laub Oksen), er død, og hendes tvillingebror, Christian, bor i Paris. Barndommen havde de tilfælles. Faderen voldtog dem, moderen tav i de mange år. Deres yngre søskende, Helene (Paprika Steen) og Michael (Thomas Bo Larsen), havde ingen anelse om hvad der foregik bag de lukkede døre. Det var familiens hemmelighed.
Men til Helges 60 års fødselsdag får alle sandheden at vide. Men hvem ville tro på, at Helge, den rare og venlige mand, kunne have sex med sine egne børn?
Det er en alvorlig forbrydelse som familien er udsat for. Christian tænker meget på sin nyligt afdøde søster, og til faderens fødselsdag, mener han at det er på tide at dele deres forfærdelige barndomsminder med resten af familien. Dette gør han så da han holder tale. Faderen kan vælge mellem to taler, den gule eller den grønne. Med tilråb fra gæsterne beslutter Helge sig for at vælge den grønne, der så forekommer sig at være "sandhedstalen". Christian har valgt at kalde talen "Når far sku' i bad". Hele forsamlingen griner og er glade, men hvad de ikke ved er at den frygtelige sandhed lurer lige om hjørnet. Talen omhandler blandt andet den afdøde søster, som han på trods af misbrug af sin far, havde et tæt forhold til. Hun begår selvmord, og det får stor betydning for Christians liv, selvom han bor i Paris, og hun boede i Danmark. Da Christian holder tale, kommer han mere og mere ind på, hvor voldeligt og forfærdeligt det hele var, dengang han var barn. Det resulterer i, at han bliver smidt udenfor porten af sin bror og to andre mænd. Han kommer ind i huset igen, og prøver at fortsætte hvor han slap, men bliver igen smidt ud af huset. Christians mor (Birthe Neumann) prøver at forsikre alle gæsterne om, at det slet ikke er rigtigt, det Christian siger om misbrug af ham og hans søster.

## Medvirkende
| Skuespiller      | Rolle                             |
| ---------------- | --------------------------------- |
| Ulrich Thomsen   | Christian Klingenfeldt-Hansen     |
| Henning Moritzen | Helge, Christians far             |
| Thomas Bo Larsen | Michael, Christians lillebror     |
| Paprika Steen    | Helene, Christians lillesøster    |
| Birthe Neumann   | Elsie, Christians mor             |
| Trine Dyrholm    | Pia, servitrice                   |
| Helle Dolleris   | Mette, Michaels kone              |
| Therese Glahn    | Michelle, servitrice              |
| Klaus Bondam     | Helmut von Sachs, toastmaster     |
| Bjarne Henriksen | Kim, kok                          |
| Gbatokai Dakinah | Gbatokai, Helenes kæreste         |
| Lasse Lunderskov | Christians onkel                  |
| Lars Brygmann    | Lars, receptionist                |
| Lene Laub Oksen  | Linda, Christians tvillingesøster |
| Linda Laursen    | Birthe                            |
| John Boas        | Christians farfar                 |
| Erna Boas        | Christians farmor                 |

## Baggrund og optagelse
Idéen til filmen er baseret på en historie, som en anonym 34-årig sønderjyde – kendt som "Allan" – havde fortalt i DR's radioprogram Koplevs Krydsfelt på P1 den 28. marts 1996. Historien viste sig senere at være opspind. Instruktøren Thomas Vinterberg hørte programmet og blev "grebet af Allans mod og retfærdige vrede". Han opsøgte vennen Mogens Rukov, og sammen udviklede de så manuskriptet til filmen.
Filmen havde premiere som den første af de film, der blev lavet på basis af det såkaldte Dogme95-manifest, som Vinterberg og Lars von Trier havde været initiativtagere til. Dogme95 indebar blandt andet, at filmen blev optaget med håndholdt kameraføring og on location. Størstedelen af filmen foregår på godset Skjoldenæsholm på Midtsjælland. Andre dogmeregler indebar, at der kun blev brugt naturlig lyd og lys, hvilket er årsagen til det grynede udseende, der kendetegner filmens aften- og indendørsscener.

### Allans troværdighed
I 1999 fattede journalist Claus Christensen fra Filmmagasinet Ekko mistanke til, at der var noget galt med historien om Allan: En gennemgang af de faktuelle informationer fra Koplevs Krydsfelt afslørede en række mistænkelige forhold i Allans historie. Dødeligheden i Allans familie var mistænkelig høj; på mindre end et år døde hans kæreste, hans tvillingesøster og moderen. Desuden rodede "Allan" rundt i sine stedsøskendes alder og han måtte digte for at forklare et 11. skoleår på en kostskole. Desuden var den helt gal med dateringen af fødselsdagstalen. Claus Christensen kontaktede derpå radiovært Kjeld Koplev, men kom ikke længere med sagen.
Derimod lykkedes det DR-journalist Lisbeth Jessen i 2002 at finde frem til "Allan", og i en P1-montage, tilrettelagt af hende, (som blev kåret som den bedste radiomontage ved Prix Italia konkurrencen 2003) bekræfter han, at han har opdigtet historien; Han har ingen tvillingesøster, hotellet eksisterer ikke, fødselsdagstalen er aldrig blevet holdt, og han har aldrig været udsat for incest.

## Modtagelse og eftermæle
Festen var sammen med Triers første dogmefilm Idioterne udtaget til hovedkonkurrencen ved filmfestivalen i Cannes 1998. Festen vandt Juryens Pris, hvilket blev startskuddet til en stribe store nomineringer og priser. I Danmark hentede filmen Robert- og Bodil-priserne for bedste film, ligesom Ulrich Thomsen fik Robert- og Bodil-priserne for bedste mandlige hovedrolle, og det blev derudover til yderligere fem Robert-priser. Film har vundet priser i Estland, Norge, Sverige, Tyskland, Holland, Spanien, Brasilien og USA og været nomineret til priser i yderligere nogle lande. Filmen solgte 403.000 billetter i de danske biografer.
Filmen blev optaget som en af de tolv film i Kulturkanonen fra 2006. På en liste i The Times fra april 2008 over filmhistoriens 100 bedste film er Festen nr. 84.

## Teaterstykke
Festen er blevet omsat til teaterstykke. Helle Dolleris og Thomas Bo Larsen, som er med i filmen, har også spillet med i en opsætning af teaterstykket, der blev uropført i Tyskland i 2001. Det har senere været opført mange andre steder, blandt andet i London og på Broadway i New York City. Første gang det blev opført i Danmark var i perioden 12. oktober – 14. december 2007 på Gasværket i København.